# Nemuri-neko

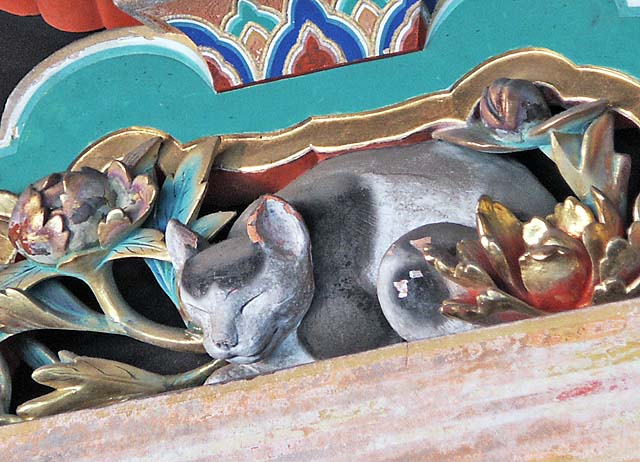
Nemuri-neko.

Le nemuri-neko (眠り猫, littéralement « le chat qui dort ») est le deuxième symbole du Tōshō-gū à Nikkō, avec la représentation des singes de la sagesse.
Tout comme ceux-ci, il s'agit d'une peinture en relief sur bois, réalisée par Hidari Jingorō, artiste japonais du XVIIe siècle. Hidari Jingorō était fasciné par les chats et s'isola du monde pendant huit mois afin de capter l'essence de ce qu'est un chat et en proposer la représentation la plus parfaite possible. Le nemuri-neko à Nikkō est considéré comme l'aboutissement de son œuvre.
Cette peinture est désormais classée Trésor national au Japon.